# 今西啓仁
今西 啓仁（いまにし けいじ、1959年 - ）は、公益財団法人十市県主今西家保存会の代表理事。奈良県生まれ。

## 略歴
- 1991年（平成3年）、遠山正瑛鳥取大学名誉教授NGO日本沙漠緑化実践協会設立に共鳴し、「緑の協力隊」としてクブチ砂漠（中国・内モンゴル自治区）や北京市で、ポプラの植樹などのボランティアの緑化活動を共に行い、2001年（平成13年）、300万本達成する。
- 2003年（平成15年）、遠山正瑛および緑の協力隊の緑化活動が認められマグサイサイ賞受賞。
- NGO日本沙漠緑化実践協会元評議員[2]、奈良古文化保存協会理事。